# Toys in the Attic (album)
Pour les articles homonymes, voir Toys in the Attic.
Albums de Aerosmith
Get Your Wings
(1974) Rocks
(1976)
Singles
1. Sweet Emotion
Sortie : 19 mai 1975
2. Walk This Way
Sortie : 28 août 1975
3. You See Me Crying
Sortie : novembre 1975

Toys in the Attic est le 3e album studio du groupe de rock américain Aerosmith. Il est sorti le 8 avril 1975 sur le label Columbia en Amérique du Nord et CBS pour l'Europe et a été produit par Jack Douglas.

## Historique
Cet album fut, comme son prédécesseur, enregistré à New York dans le studio The Record Plant. Les sessions se déroulèrent du mois de janvier au mois de mars.
Pour le titre de l'album le groupe s'est inspiré de la phrase « bats in the belfry » prononcée par Lillian Hellman en 1959, les deux expressions signifiant un état de confusion mentale.
Dans leur album suivant, Rocks, la chanson Rats in the Cellar est un clin d'œil à ce titre (des jouets dans le grenier vs des rats dans la cave).
La chanson Walk This Way a fait l'objet d'un remix par le groupe de rap new-yorkais Run DMC sur leur album Raising Hell en 1986. Le titre cartonna et relança en partie la carrière d'Aerosmith. L'autre classique de l'album, Sweet Emotion, fut utilisé dans plusieurs films comme Armageddon et Starsky et Hutch.
Il se classa à la 11e place du Billboard 200 aux États-Unis et à la 7e place des charts canadiens et français. Il sera certifié huit fois disque de platine, soit plus de huit millions d'albums vendus, aux États-Unis, faisant de lui, l'album studio du groupe le plus vendu à ce jour.
En 2003, l'album était classé 228 sur la liste des 500 plus grands albums de tous les temps proposé par le magazine Rolling Stone.

## Liste des titres
Face 1
| No | Titre               | Auteur                   | Durée |
| -- | ------------------- | ------------------------ | ----- |
| 1. | Toys in the Attic   | Steven Tyler / Joe Perry | 3:02  |
| 2. | Uncle Salty         | Tyler / Tom Hamilton     | 4:07  |
| 3. | Adam's Apple        | Tyler                    | 4:34  |
| 4. | Walk This Way       | Tyler / Perry            | 3:30  |
| 5. | Big Ten-Inch Record | Fred Weismantel          | 2:12  |

Face 1
| No | Titre             | Auteur                 | Durée |
| -- | ----------------- | ---------------------- | ----- |
| 6. | Sweet Emotion     | Tyler / Hamilton       | 5:06  |
| 7. | No More No More   | Tyler / Perry          | 4:34  |
| 8. | Round and Round   | Tyler/Brad Whitford    | 5:03  |
| 9. | You See Me Crying | S. Tyler / Don Salomon | 5:11  |

## Musiciens
Aerosmith
- Steven Tyler: chant, harmonica, claviers, percussions.
- Joe Perry: guitare solo, rythmique, acoustique et slide, chœurs, talkbox sur Sweet Emotion, percussions.
- Brad Whitford: guitare rythmique, guitare solo
- Tom Hamilton: basse, guitare rythmique sur "Uncle Salty".
- Joey Kramer: batterie, percussions.

Musiciens additionnels
- Scott Cushnie: piano sur Big Ten Inch et No More, No More
- Jay Messina: marimba basse sur Sweet Emotion
- Mike Mainieri: direction d'orchestre sur You See Me Crying
- Musiciens non identifiés : cuivres sur Big Ten Inch Record

## Charts et certifications
| Pays       | Durée du classement | Meilleur classement |
| ---------- | ------------------- | ------------------- |
| Canada     | 31 semaines         | 7e                  |
| États-Unis | 127 semaines        | 11e                 |
| France     | 20 semaines         | 7e                  |

| Pays       | Certification | Ventes      | Date       |
| ---------- | ------------- | ----------- | ---------- |
| Canada     | Platine       | 100 000 +   | 01/12/1978 |
| États-Unis | 8 × Platine   | 8 000 000 + | 04/06/2002 |

### Charts singles
| Date       | Single        | Chart                  | durée du classement | Position |
| ---------- | ------------- | ---------------------- | ------------------- | -------- |
| 19/07/1975 | Sweet Emotion | Billboard Hot 100      | 8 semaines          | 36e      |
| 14/12/1991 | Sweet Emotion | Mainstream Rock Tracks | 17 semaines         | 36e      |
| 09/08/1975 | Sweet Emotion | RPM 100 singles        | 7 semaines          | 56e      |
| 09/02/1992 | Sweet Emotion | RMNZ Singles Top40     | 7 semaines          | 14e      |
| 29/01/1977 | Walk This Way | États-Unis Hot 100     | 17 semaines         | 10e      |
| 05/02/1977 | Walk This Way | CanadaRPM 100 singles  | 16 semaines         | 7e       |